# Aspid
Aspid war der Handelsname des spanischen Autoherstellers IFR Automotive, S.L. 

## Beschreibung
Das Unternehmen wurde am 30. November 2003 gegründet. Es hatte seinen Sitz in Reus in der Nähe von Tarragona, Katalonien, Spanien. Gründer war Ignacio Fernández Rodríguez.
Der Name kam von der Schlangenspezies (víbora áspid), die in Katalonien vorkommt.
Die letzte Bilanz wurde per Ende 2011 erstellt. Am 27. Oktober 2016 wurde das Unternehmen aufgelöst.

## Modelle

### Aspid SS

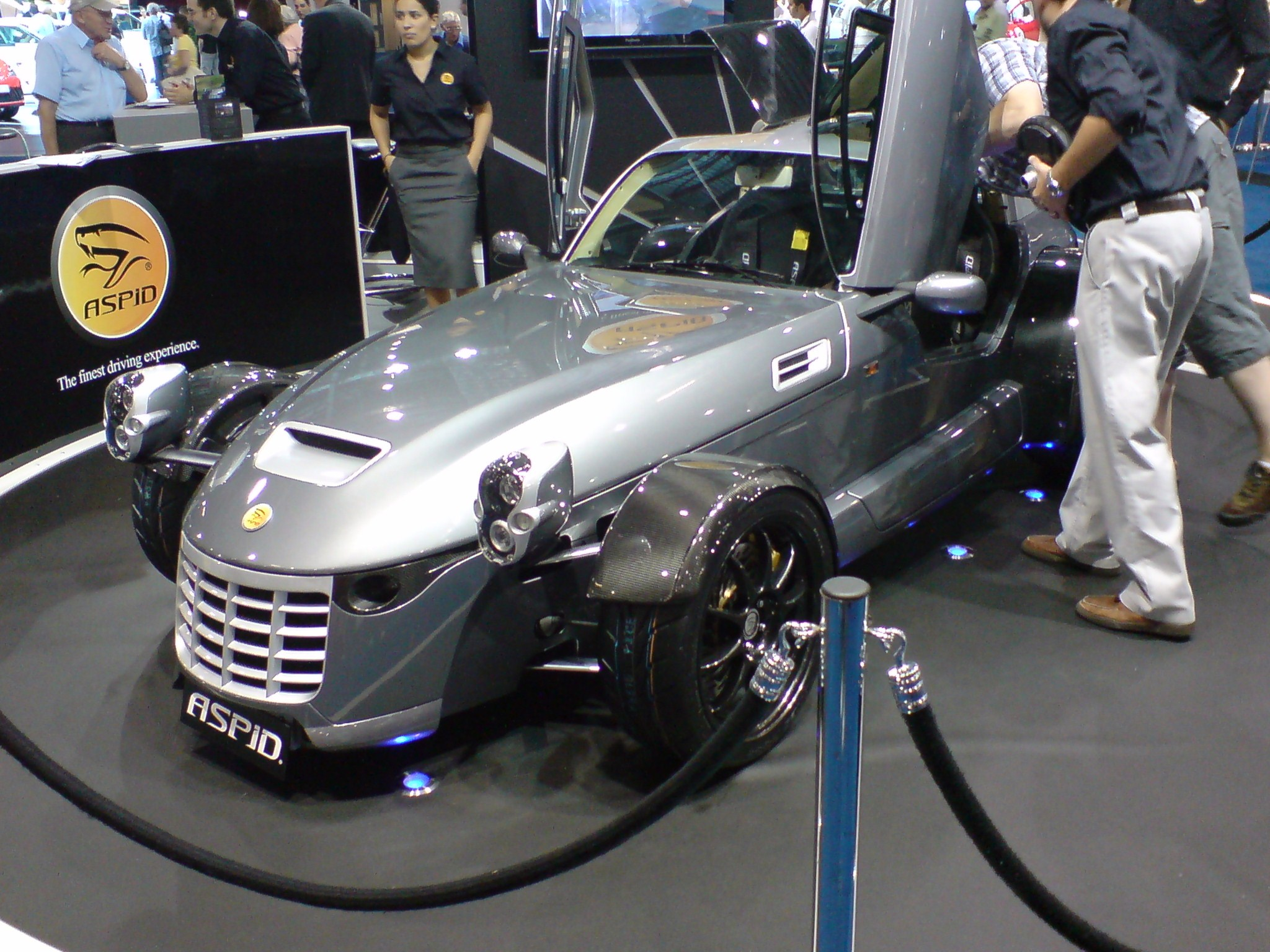
Aspid SS

Das erste Modell trug denselben Namen wie die Firma selbst, Aspid. Es war ein Zweisitzer im Stil des Lotus Seven. Es hatte einen Vierzylindermotor von Honda mit 270 bis 404 PS, wahlweise mit oder ohne Turbolader. Das Fahrzeug wog 740 Kilogramm. Die Beschleunigung von 0 auf 100 km/h war mit weniger als drei Sekunden angegeben.

### Aspid GT-21
Im Juli 2012 wurde der Aspid GT-21 neu vorgestellt.